# Municipio de Dayton (condado de Iowa)
El municipio de Dayton (en inglés: Dayton Township) es un municipio ubicado en el condado de Iowa en el estado estadounidense de Iowa. En el año 2010 tenía una población de 202 habitantes y una densidad poblacional de 2,06 personas por km².

## Geografía
El municipio de Dayton se encuentra ubicado en las coordenadas 41°33′42″N 92°14′49″O / 41.56167, -92.24694. Según la Oficina del Censo de los Estados Unidos, el municipio tiene una superficie total de 97.92 km², de la cual 97,83 km² corresponden a tierra firme y (0,09 %) 0,09 km² es agua.

## Demografía
Según el censo de 2010, había 202 personas residiendo en el municipio de Dayton. La densidad de población era de 2,06 hab./km². De los 202 habitantes, el municipio de Dayton estaba compuesto por el 96,53 % blancos, el 0,99 % eran afroamericanos, el 0,99 % eran asiáticos y el 1,49 % eran de una mezcla de razas. Del total de la población el 2,48 % eran hispanos o latinos de cualquier raza.